# Powiat wągrowiecki
Powiat wągrowiecki – powiat w Polsce (województwo wielkopolskie), utworzony w 1999 roku w ramach reformy administracyjnej. Jego siedzibą jest miasto Wągrowiec.
W skład powiatu wchodzą:
- gminy miejskie: Wągrowiec
- gminy miejsko-wiejskie: Gołańcz, Mieścisko, Skoki
- gminy wiejskie: Damasławek, Wapno, Wągrowiec
- miasta: Wągrowiec, Gołańcz, Mieścisko, Skoki

Znajduje się wśród 31 powiatów ziemskich województwa wielkopolskiego na miejscach:
- Powierzchnia – 10. miejsce
- Ludność – 17. miejsce
- Gęstość zaludnienia – 28. miejsce

Według danych z 13 grudnia 2019 roku powiat zamieszkiwały 70 233 osoby. Natomiast według danych z 31 grudnia 2023 roku powiat zamieszkiwało 68 996 osób.

## Demografia

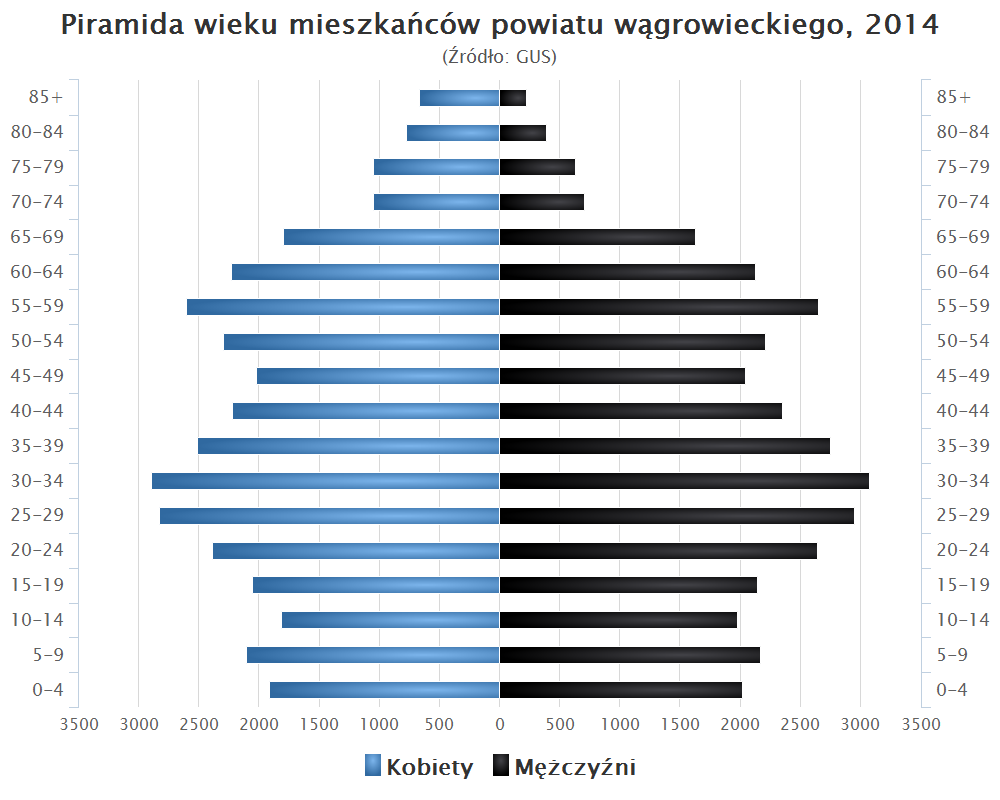
Piramida wieku mieszkańców powiatu wągrowieckiego w 2014 roku

Liczba ludności (dane z 30 czerwca 2005):
|        | Ogółem | Ogółem | Kobiety | Kobiety | Mężczyźni | Mężczyźni |
| osób   | %      | osób   | %       | osób    | %         |           |
| ------ | ------ | ------ | ------- | ------- | --------- | --------- |
| Ogółem | 67 460 | 100    | 34 121  | 50,58   | 33 339    | 49,42     |
| Miasto | 31 721 | 47,02  | 16 425  | 24,35   | 15 296    | 22,67     |
| Wieś   | 35 739 | 52,98  | 17 696  | 26,23   | 18 043    | 26,75     |

▶Wieś vs ▶miasto
Ogółem (▶k, ▶m)
Miasto (▶k, ▶m)
Wieś (▶k, ▶m)

## Gospodarka
W 2021 roku dochody ogółem budżetu powiatu wągrowieckiego wynosiły 95,7 mln zł, w tym dochody własne 27,1 mln zł. Wydatki budżetu wyniosły 105,9 mln zł, a poziom zadłużenia na koniec 2021 r. – 37,4 mln zł.
31 maja 2022 r. na terenie powiatu wągrowieckiego było zarejestrowanych: 5 spółek akcyjnych, 338 spółki z o.o., 234 spółki cywilne, 50 spółdzielni oraz 5621 osoby fizyczne prowadzące działalność gospodarczą.
W końcu kwietnia 2022 liczba zarejestrowanych bezrobotnych w powiecie wągrowieckim obejmowała 1231 mieszkańców w tym 783 kobiety, w tym bezrobotni cudzoziemcy 63 osoby (kobiety 60). Stanowiło to stopę bezrobocia na poziomie 5% do aktywnych zawodowo.

## Starostowie[9]
- Józef Sulikowski (1998 – 2006)
- Michał Piechocki (2006 – 2014)
- Tomasz Kranc (od 2014)

## Sąsiednie powiaty
- chodzieski
- gnieźnieński
- nakielski (kujawsko-pomorskie)
- obornicki
- pilski
- poznański
- żniński (kujawsko-pomorskie)